# He Said She Said
Ne doit pas être confondu avec Elle et lui "He Said, She Said".
Singles de Ashley Tisdale
Be Good to Me
(2006) Not Like That
(2008)
He Said She Said est une chanson d'Ashley Tisdale qui est sur son album Headstrong. Il s'agit du 2e single de son album.

## Vidéo musicale
Version supprimée

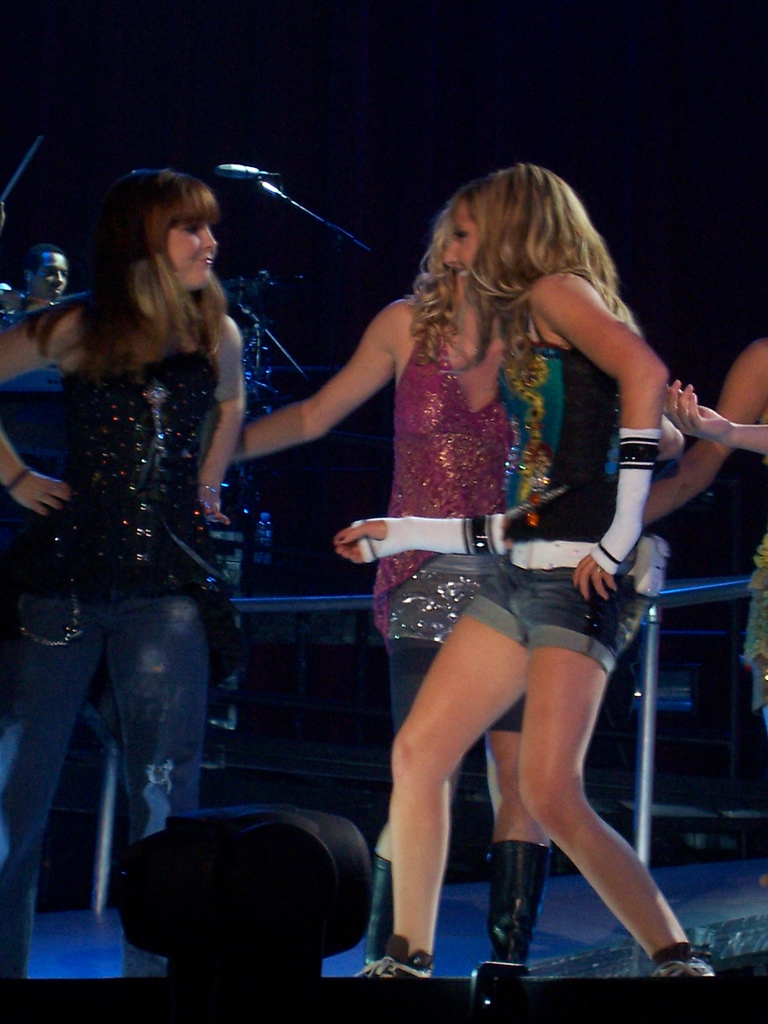
Tisdale interprétant la chanson dans la comédie musicale High School Musical: The Concert

La première vidéo de « He Said She Said » a été tournée le 25 janvier 2007. Dans la vidéo, Tisdale est dans un lycée. Elle est attirée par un étudiant et fait diverses choses pour l'impressionner. Tisdale entre dans une salle de classe et commence à rêver. Puis la salle de classe se transforme en boîte de nuit. Elle commence à danser avec les filles méchantes de son école et, à la fin, danse avec l'objet de son affection. Tisdale a mentionné dans une vidéo YouTube que pour la première scène de la vidéo, elle a claqué la porte d'un casier si fort qu'elle n'a pas pu être rouverte pour une reprise. Elle a également déclaré qu'il était initialement prévu qu'il y ait une scène de baiser dans la vidéo, mais qu'elle a été supprimée pour le bien de ses jeunes fans. La première version a été réalisée par Chris Applebaum. Tisdale elle-même a confirmé dans une vidéo YouTube que la vidéo a été supprimée.
Version officielle
En juin 2007, Tisdale a filmé le deuxième clip de la chanson, réalisé par Scott Speer. Le nouveau clip est la première partie du DVD There's Something About Ashley. Dans la vidéo, Tisdale et ses amis se rendent dans un club, où un homme joué par l'acteur Josh Henderson, la remarque. Elle commence à danser avec ses amies et s'occupe de l'homme. Sa sœur aînée Jennifer Tisdale apparaît dans le clip. La première mondiale du clip a eu lieu sur Total Request Live de MTV le 19 septembre 2007. Et en Australie, ses clips vidéo sont entrés à la 10e place du top 10 des demandes de la chaîne V en juillet 2010 et le deuxième jour, ils étaient à la 8e place, puis sont retombés à la 9e place, puis ont remonté à la 4e place pendant 5 semaines.

## Interprétations en direct
Tisdale a interprété He Said She Said

## Crédits et personnels
- Chant: Ashley Tisdale